# Bahamaische Davis-Cup-Mannschaft
Die bahamaische Davis-Cup-Mannschaft ist die Tennisnationalmannschaft der Bahamas.

## Geschichte
1989 nahmen die Bahamas erstmals am Davis Cup teil. Im Jahr 1993 qualifizierte sich die Mannschaft für die Relegation um den Weltgruppenaufstieg, verlor aber gegen das von Andre Agassi angeführte US-amerikanische Team. Erfolgreichster Spieler ist Mark Knowles, der in 29 Partien insgesamt 41 Spiele gewinnen konnte, davon 23 im Einzel und 18 im Doppel. Er ist außerdem Rekordspieler seines Landes.